# Musaraigne errante
Sorex vagrans
Espèce
Statut de conservation UICN

 LC  : Préoccupation mineure
La Musaraigne errante (Sorex vagrans) est une espèce de mammifères de la famille des Soricidae. Elle a une taille moyenne comparativement aux autres musaraignes d'Amérique du Nord. Dans le passé, la musaraigne Sorex monticolus était considérée comme appartenant à la même espèce.

## Description
La Musaraigne errante, dont le poids avoisine les 6 g, est de couleur brun rougeâtre mais avec des colorations grises en dessous du corps. Son corps mesure environ 10 cm de long ce compris une queue de 4 cm.

## Habitat
La Musaraigne errante vit dans les zones ouvertes ou boisées situées à l'ouest du Continental Divide que ce soit au Canada ou aux États-Unis. Elle se nourrit d’insectes, de vers de terre, de salamandres, de petits mammifères et de certaines plantes. Ses prédateurs sont par exemple les rapaces nocturnes, les serpents et les mustelidés. Elle utilise parfois l'écholocation pour s’orienter.
L'animal est actif tout au long de l'année principalement durant les nuits. Il s'agit d'un animal solitaire sauf durant les périodes d'accouplement au printemps. Chaque année, les femelles peuvent avoir une à deux portées de trois à huit jeunes dans des abris situés sous une branche ou dans un tronc.